# Tahar Lamri
Pour les articles homonymes, voir Lamri.
Tahar Lamri est un écrivain algéro-italien né en 1958 à Alger.

## Biographie
Tahar Lamri naît à Alger en 1958. Il vit en Libye de 1979 à 1984. Ses études en Loi terminées, il travaille comme traducteur auprès du consulat français à Bengase. Il part donc en France. Résidant en Italie depuis 1986, il vit à Ravenne.

## Activité
Écrivain, il participe à plusieurs conférences, tables rondes et séminaires concernant la littérature étrangère et la littérature d'émigration en Italie. 
En 1997 il intervient lors du colloque international "Migrations, interactions et conflits dans la construction d'une démocratie européenne" de l'Université de Bologne avec le papier "Mettre en scène l'altérité". En juillet 2003 il participe au 3e séminaire italien "scrittori Migranti" (écrivains migrants) promu par la revue littéraire Sagarana, et à fin mars 2004 à la 3e rencontre de la Culture et de la Littérature d'émigration à Ferrare. En mai 2007 il est présent lors du Festival des cultures de la Méditerranée de Ravenne, organisé par l'association Meditaeuropa.
Sa création artistique s'est manifestée notamment dans la réalisation d'un vidéo-récit "La maison des Touaregs", présenté au théâtre Rasi de Ravenne, dans la narration théâtrale wolof et Les élucubrations d'un Kazoo pour Ravenna Teatro.
En juin 1995 il remporte le prix section roman de la première édition du concours littéraire Eks&Tra avec le récit "Solo allora sono certo potrò capire", (Seulement alors, j'en suis sur, je pourrai comprendre), dans "Le voci dell'arcobaleno" (Les voix de l'arc-en-ciel) aux éditions Fara et traduit en américain en 1999 pour l'anthologie Mediterranean Crossroads (Fairleigh Dickinson University Press - associated University Press). Il sera lui-même membre du jury l'année d'après. 
Il collabore avec Teresa De Sio pour le cd "metissage", avec le morceau La ballata di Riva (SOS Razzismo - Il Manifesto 1997). Le spectacle "Il pellegrinaggio della voce" (Le pèlerinage de la voix) a été présenté en 2001 à Santarcangelo di Romagna, à Malo ce même spectacle a été mis en scène avec la participation de Ennio Sartori pour les textes et de Stefano Bellanda pour la musique.
À partir de 2005 il participe au projet européen "And The City Spoke". Il travaille avec Ravenna Teatro, en écrivant des pièces et des récits pour enfants et adultes et organise avec l'association culturelle italienne Insieme per l’Algeria (Ensemble pour l'Algérie)"Le vie dei venti" (Les chemins du vent) et le Festival des Cultures "L’essenza della presenza" (L'essence de la présence). 
Il publie les nouvelles "Il pellegrinaggio della voce" et "Ma dove andiamo? Da nessuna parte solo più lontano" (Où allons-nous? nulle part plus loin seulement) dans l'anthologie "Parole di sabbia" (Paroles de sable) et le recueil de récits "I sessanta nomi dell'amore" (Les soixante noms de l'Amour), vainqueur du prix international Città di Anguillara et du prix Microeditoria di Qualità. 
Tahar Lamri est rédacteur à “Città Meticcia”, journal bimenstruel, projet de communication interculturelle de la ville de Ravenne.
Au Festival de littérature de Mantoue de 2007 il a participé au WikiAfrica Workshop et à WikiAfrica Postcard, initiatives et projets conçus par la Fondation lettera 27.